# 1. Infanterie-Brigade (Deutsches Kaiserreich)
Die 1. Infanterie-Brigade war ein Großverband der Preußischen Armee und wurde 1816 aus der Truppen-Brigade in Königsberg errichtet.

## Gliederung

### Gliederung bis 1914
1820
- 1. Infanterie-Regiment (1. Ostpreußisches)
- 3. Infanterie-Regiment (2. Ostpreußisches) Prinz Heinrich
- 1. Jäger-Bataillon

1821–1850
- 1. Infanterie-Regiment (1. Ostpreußisches), ab 1823 1. Infanterie-Regiment
- 3. Infanterie-Regiment (2. Ostpreußisches) Prinz Heinrich, ab 1823 3. Infanterie-Regiment

1851
- 3. Infanterie-Regiment
- 4. Infanterie-Regiment

1852–1855
- 4. Infanterie-Regiment
- 1. Landwehr-Regiment
- Landwehr-Bataillon Bartenstein 33. Infanterie-Regiment (1. Reserve-Regiment)

1856–1859
- 4. Infanterie-Regiment
- 1. Landwehr-Regiment, ab 1860 1. Ostpreußisches Landwehr-Regiment Nr. 1
- Landwehr-Bataillon Bartenstein 33. Infanterie-Regiment (1. Reserve-Regiment), ab 1860 Landwehr-Bataillon Bartenstein Nr. 33

1860–1867
- 1. Ostpreußisches Grenadier-Regiment Nr. 1, aus dem 1. Infanterie-Regiment
- 5. Ostpreußisches Infanterie-Regiment Nr. 41
- 1. Ostpreußisches Landwehr-Regiment Nr. 1
- Landwehr-Bataillon Bartenstein Nr. 33

1868–1884
- 1. Ostpreußisches Grenadier-Regiment Nr. 1, von 1864 bis 1869 1. Ostpreußisches Grenadier-Regiment Nr. 1 Kronprinz, dann Grenadier-Regiment Kronprinz (1. Ostpreußisches) Nr. 1
- 5. Ostpreußisches Infanterie-Regiment Nr. 41
- 1. Ostpreußisches Landwehr-Regiment Nr. 1
- 5. Ostpreußisches Landwehr-Regiment Nr. 41
- Reserve-Landwehr-Bataillon Königsberg Nr. 33, aus dem Landwehr-Bataillon Königsberg

1884–1886
- Grenadier-Regiment Kronprinz (1. Ostpreußisches) Nr. 1
- 5. Ostpreußisches Infanterie-Regiment Nr. 41
- Ostpreußisches Füsilier-Regiment Nr. 33
- 1. Ostpreußisches Landwehr-Regiment Nr. 1
- 5. Ostpreußisches Landwehr-Regiment Nr. 41
- Reserve-Landwehr-Bataillon Königsberg Nr. 33

1886–1889
- Grenadier-Regiment Kronprinz (1. Ostpreußisches) Nr. 1, 1888 Kaiser Grenadier-Regiment Nr. 1, ab 1888 Grenadier-Regiment König Friedrich III. (1. Ostpreußisches)
- Ostpreußisches Füsilier-Regiment Nr. 33
- 5. Ostpreußisches Landwehr-Regiment Nr. 41

1889–1890
- Grenadier-Regiment König Friederich III. (1. Ostpreußisches)
- 5. Ostpreußisches Infanterie-Regiment Nr. 41, ab 1889 Infanterie-Regiment von Boyen (5. Ostpreußisches) Nr. 41
- Ostpreußisches Füsilier-Regiment Nr. 33, ab 1889 Füsilier-Regiment Graf Roon (Ostpreußisches) Nr. 33

1890–1914
- Grenadier-Regiment König Friederich III. (1. Ostpreußisches), ab 1900 Grenadier-Regiment Kronprinz (1. Ostpreußisches) Nr. 1
- Infanterie-Regiment von Boyen (5. Ostpreußisches) Nr. 41

### Kriegsgliederung August 1914
- Grenadier-Regiment Kronprinz (1. Ostpreußisches) Nr. 1
- Infanterie-Regiment von Boyen (5. Ostpreußisches) Nr. 41

### Kriegsgliederung am 5. März 1918
- Grenadier-Regiment Kronprinz (1. Ostpreußisches) Nr. 1
- Grenadier-Regiment König Friedrich Wilhelm I. (2. Ostpreußisches) Nr. 3
- Infanterie-Regiment Herzog Karl von Mecklenburg-Strelitz (6. Ostpreußisches) Nr. 43
- MG-Scharfschützen-Abteilung 31

## Geschichte
Im März 1816 wurde die Infanterie-Brigade der Truppenbrigade in Königsberg errichtet und am 22. Dezember 1819 in 1. Infanterie-Brigade umbenannt. 1868 wurden ihr mit der Neuordnung der Landwehr-Einheiten das 1. Ostpreußisches Landwehr-Regiment Nr. 1 mit Landwehr-Bataillon Tilsit und Landwehr-Bataillon Wehlau, das 5. Ostpreußisches Landwehr-Regiment Nr. 41 mit Landwehr-Bataillon Bartenstein und Landwehr-Bataillon Rastenburg und das Reserve-Landwehr-Bataillon (Königsberg) Nr. 33 zugewiesen.
Bis 1912 war Königsberg ihr Standort, bis sie nach Tilsit verlegt wurde und dort bis zu ihrer Auflösung 1919 verblieb.
Von 1820 bis 1914 unterstand sie dem I. Armee-Korps und der 1. Division.

### Gefechtskalender
Siehe Gefechtskalender der übergeordneten Einheit: Gefechtskalender der 1. Division.

## Kommandeure
| Name                                    | Datum              |
| --------------------------------------- | ------------------ |
| Karl Heinrich von Zielinski             | 24. September 1815 |
| Arnold von Schutter                     | 08. Mai 1817       |
| Karl August von Wittich                 | 29. Mai 1821       |
| Ferdinand von Stülpnagel                | 30. März 1832      |
| Friedrich Wilhelm von Brünneck          | 05. März 1834      |
| Karl August von Esebeck                 | 30. März 1839      |
| Hermann von Staff gen. von Reitzenstein | 07. April 1842     |
| Franz Theodor von Prondzinski           | 22. März 1843      |
| Wilhelm von Döring                      | 13. Mai 1848       |
| Karl von Fuchs                          | 04. Dezember 1849  |
| Wilhelm von Döring                      | 19. September 1850 |
| Theodor von Lüttichau                   | 13. Juli 1854      |
| Ludwig von Borcke                       | 04. April 1857     |
| Karl Friedrich von Holleufer            | 22. Juni 1861      |
| Wilhelm von Pape                        | 21. November 1865  |
| Alexander von Freyhold                  | 30. Oktober 1866   |
| Wilhelm von Gayl                        | 05. März 1867      |
| Karl von Boecking                       | 04. Oktober 1870   |
| Eduard von Valentini                    | 06. März 1871      |
| Georg Eyl                               | 13. April 1872     |
| Wilhelm von Henning                     | 13. April 1875     |
| Oskar Liebe                             | 12. November 1878  |
| Philipp Wilhelm Friedrich von Dorndorf  | 06. Dezember 1883  |
| Conrad von Bartenwerffer                | 08. März 1887      |
| Oskar Kausch                            | 22. März 1888      |
| Max von Matthiessen                     | 03. Juli 1888      |
| Bernhard Boie                           | 15. Oktober 1889   |
| Ferdinand von Stülpnagel                | 25. März 1893      |
| August von Ziemietzky                   | 27. Januar 1895    |
| Adolf Pagenstecher                      | 17. Dezember 1898  |
| Max von Gerstein-Hohenstein             | 22. Mai 1900       |
| Hermann von dem Borne                   | 18. April 1903     |
| Arthur von Tilly                        | 14. Juni 1907      |
| Georg Brodrück                          | 14. April 1908     |
| Gustav Sommer                           | 20. März 1911      |
| Friedrich von Trotha                    | 18. April 1913     |
| Ernst Mühlenbruch                       | 21. August 1914    |
| Hasso von Wedel                         | 09. September 1914 |
| Gottfried von Brauchitsch               | 16. Juli 1915      |
| Hans von Winterfeld                     | 03. Juli 1918      |